# トレイシー・コルテス
トレイシー・コルテス（Tracy Cortez、1993年12月10日 - ）は、アメリカ合衆国の女性総合格闘家。アリゾナ州フェニックス出身。ファイト・レディー/ニューロ・フォース・ワン所属。UFC世界女性フライ級ランキング10位。

## 来歴
両親がメキシコからの移民であり、アリゾナ州フェニックスで生まれ育った。14歳の時に、総合格闘家であった兄ホセ・コルテスと元UFC選手のドリュー・フィケットの試合を観たのがきっかけで総合格闘技のトレーニングを始める。兄ホセは後に胚細胞腫瘍が見つかり、2011年に死亡した。兄の死後にコルテスはうつ病を発症したが、家族や兄の親友であったヘンリー・セフードとアンヘル・セフードの助けを借りて徐々に立ち直った。

### 総合格闘技
2017年、プロ総合格闘技デビューとなったInvicta FC 25でチェリ・ムラスキと対戦し、ギロチンチョークで2R一本負け。黒星デビューとなった。
2019年7月30日、Dana White's Contender Series 22でマリヤ・アガポバと対戦し、3-0の判定勝ち。この勝利により、UFCとの契約権を獲得した。

### UFC
2019年11月16日、UFC初参戦となったUFC Fight Night: Błachowicz vs. Jacaréでヴァネッサ・メロとバンタム級契約で対戦し、3-0の判定勝ち。
2021年4月17日、フライ級復帰戦となったUFC on ESPN: Whittaker vs. Gastelumでジャスティン・キッシュと対戦し、2-1の判定勝ち。この試合はコルテスの体重超過により、126.5ポンドのキャッチウェイトで行われた。
2024年7月13日、UFC on ESPN: Namajunas vs. Cortezで女子フライ級ランキング6位の元UFC世界女子ストロー級王者ローズ・ナマユナスと対戦し、0-3の5R判定負け。

## 人物・エピソード
- 左肩に兄ホセの似顔絵のタトゥーを入れている。

## 戦績
| 総合格闘技 戦績 | 総合格闘技 戦績 | 総合格闘技 戦績 | 総合格闘技 戦績 | 総合格闘技 戦績 | 総合格闘技 戦績 | 総合格闘技 戦績 |
| --------------- | --------------- | --------------- | --------------- | --------------- | --------------- | --------------- |
| 14 試合         | (T)KO           | 一本            | 判定            | その他          | 引き分け        | 無効試合        |
| 12 勝           | 1               | 1               | 10              | 0               | 0               | 0               |
| 2 敗            | 0               | 1               | 1               | 0               | 0               | 0               |

| 勝敗 | 対戦相手                     | 試合結果                     | 大会名                                   | 開催年月日     |
| ○    | ビビアン・アラウジョ         | 5分3R終了 判定3-0            | UFC 317: Topuria vs. Oliveira            | 2025年6月28日  |
| ×    | ローズ・ナマユナス           | 5分5R終了 判定0-3            | UFC on ESPN 59: Namajunas vs. Cortez     | 2024年7月13日  |
| ○    | ジャスミン・ジャスダビシアス | 5分3R終了 判定3-0            | UFC Fight Night: Grasso vs. Shevchenko 2 | 2023年9月16日  |
| ○    | メリッサ・ガト               | 5分3R終了 判定3-0            | UFC 274: Oliveira vs. Gaethje            | 2022年5月7日   |
| ○    | ジャスティン・キッシュ       | 5分3R終了 判定2-1            | UFC on ESPN 22: Whittaker vs. Gastelum   | 2021年4月17日  |
| ○    | ステファニー・エッガー       | 5分3R終了 判定3-0            | UFC Fight Night: Moraes vs. Sandhagen    | 2020年10月11日 |
| ○    | ヴァネッサ・メロ             | 5分3R終了 判定3-0            | UFC Fight Night: Błachowicz vs. Jacaré   | 2019年11月16日 |
| ○    | マリヤ・アガポバ             | 5分3R終了 判定3-0            | Dana White's Contender Series 21         | 2019年7月30日  |
| ○    | エリン・ブランチフィールド   | 5分3R終了 判定2-1            | Invicta FC 34: Porto vs. Gonzalez        | 2019年2月15日  |
| ○    | カレン・セディージョ         | 2R 3:53 TKO（パウンド）      | Combate Americas: Alday vs. Lopez        | 2018年9月14日  |
| ○    | モニカ・メディナ             | 1R 4:27 リアネイキドチョーク | V3 Fights 69                             | 2018年6月16日  |
| ○    | ケイトリン・ニール           | 5分3R終了 判定3-0            | Invicta FC 28: Mizuki vs. Jandiroba      | 2018年3月24日  |
| ○    | ロクサン・シーザー           | 5分3R終了 判定3-0            | World Fighting Federation 36             | 2017年11月4日  |
| ×    | チェリ・ムラスキ             | 2R 2:42 ギロチンチョーク     | Invicta FC 25: Kunitskaya vs. Pa'aluhi   | 2017年8月31日  |